# Bani (Burkina Faso)

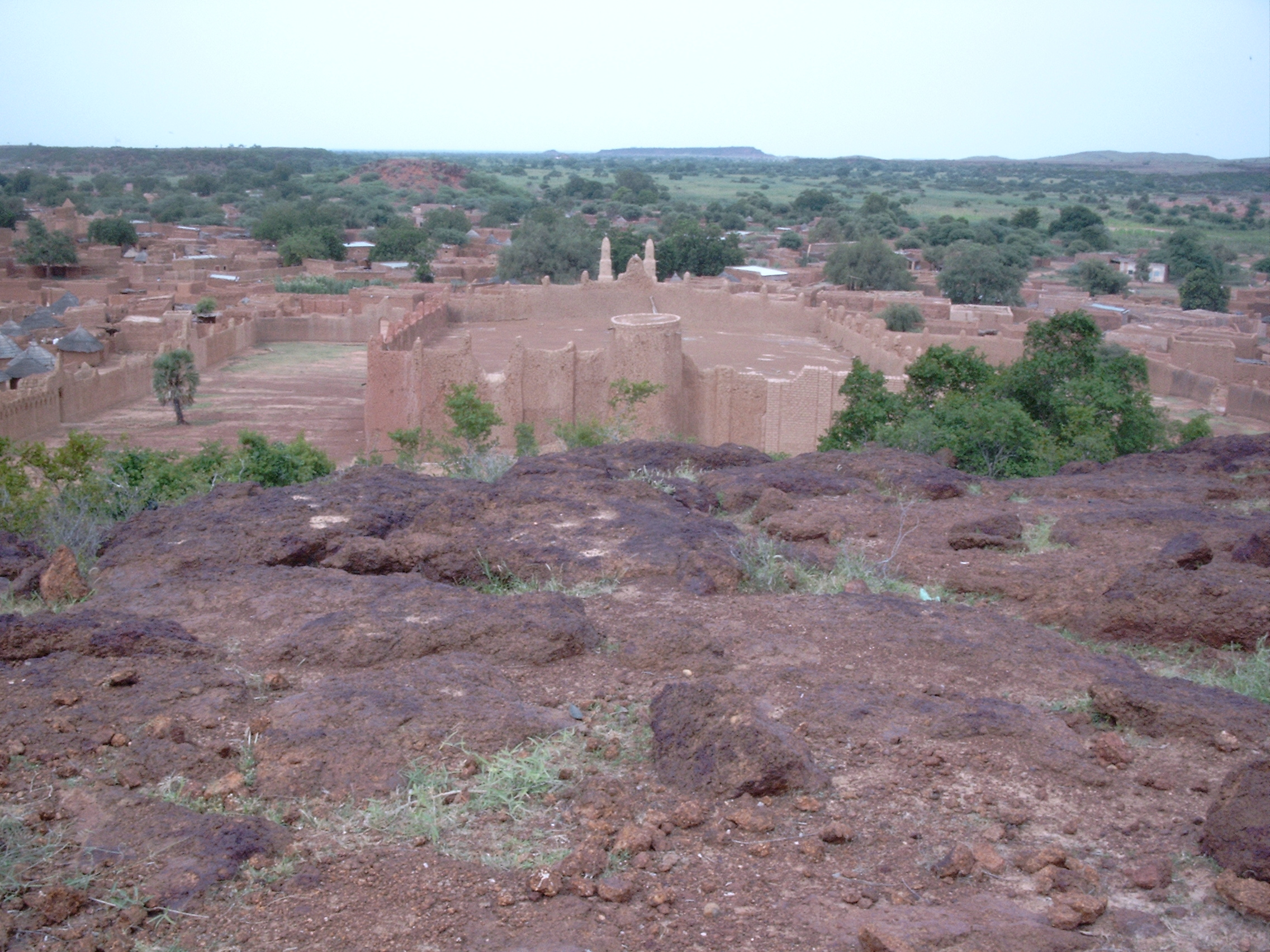
Die größte der sieben Moscheen

Bani ist eine Gemeinde (französisch commune rurale) und ein dasselbe Gebiet umfassendes Departement im Norden des westafrikanischen Staates Burkina Faso in der Region Sahel und der Provinz Séno. Es liegt zwischen Yalgo und Dori und ist bekannt für seine sieben Moscheen.
Das Gebiet zählt neben dem Hauptort 55 Dörfer mit insgesamt 59.278 Einwohnern.